# محمود عباس مراد
الشيخ محمود عباس آل مراد العاملي، عالم دين شيعي، مؤلف وواعظ وشاعر، ولد في قرية عيترون قرب بنت جبيل في جنوب لبنان سنة 1867 وتوفي في سنة 1935. تلقى دروسه الأولية في جبل عامل، ثم هاجر إلى النجف وقرأ فيها على علماء عصره ومنهم المرجع الميرزا محمد حسين الغروي النائيني. عاد إلى جبل عامل ثم انتقل منه واستقرّ هو وأسرته في غرفة واحدة في برج البراجنة، وكانت في ذلك الحين لا تزال قريةً واقعةً جنوبيّ مدينة بيروت.

## من مؤلفاته
تنوعت مؤلفاته وتجاوزت العشرين كتابا، ما بين الفقه والسيرة واللغة والتوجيه والتاريخ ومنها[هل المصدر موثوق به؟]: 
- الذريعة إلى معرفة أصول الشريعة

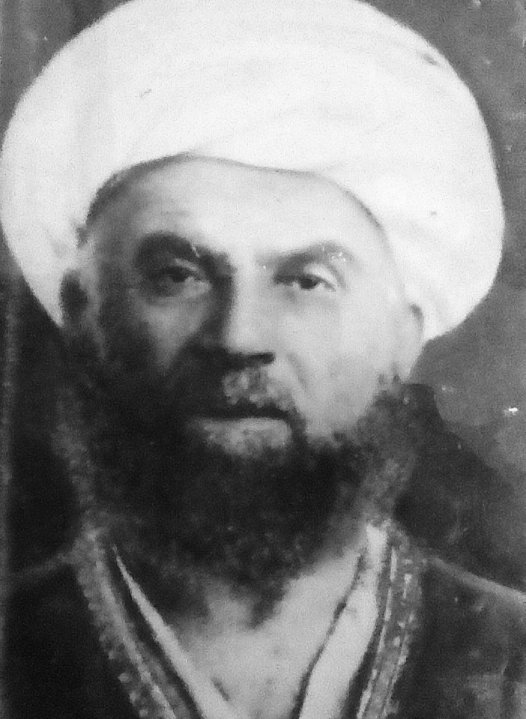
الشيخ محمود عباس مراد العاملي

- بشارة الأنام بظهور المهدي عليه السلام
- إرشاد الخلق إلى الحق
- الدرر السنية في مدح سادات البرية
- المعراج
- الكوكب الوضاح
- أساس التعليم
- نجدة اليراع في اللغة
- قصة النبي موسى(ع)
- قصة النبي سليمان(ع)
- قصة أصحاب الفيل
- رسالة في الاختلاجات
- البلاغ المبين
- الفتاة السورية
- القصيدة العينية
- القصيدة اللامية
- نفحات القبول في مدائح الرسول
- الغديرية مع حديث الغدير
- الكوثرية
- رد المتسمين بأهل القرآن
- الدرر البهية
- وقعة صفّين

## ما قيل فيه
- ترجم له الشيخ آغا بزرك الطهراني في كتابه (نقباء البشر) وقال: "الشيخ الفاضل الكامل... نزيل بيروت وعالم الجعفرية فيها، له عدة كتب آخرها (الدرر البهية) المطبوع قبل وفاته بأيام"
- أفرد له الشيخ محمد جواد مغنية فصلا في كتابه (مع علماء النجف) فقال[3]:"كان هذا الشيخ عالمًا في العلوم العربية، وعارفًا بالأحكام الشرعية...، وكان يقرض الشعر، وينظم القصائد الطوال، وأكثرها في الزهد والتصوف، ومدح أهل البيت. أما في التقوى والإخلاص، والنصح لله وعباده، والتواضع، ونشر الأحكام، وتربية النشء على الدين، والخلق الكريم، فقد كان النموذج الصالح، والمثل الكامل"
- قالت عنه صابرينا ميرفان، في كتابها التوثيقي (حركة الإصلاح الشيعي-علماء جبل عامل وأدباؤه من نهاية الدولة العثمانيّة إلى بداية استقلال لبنان): "كان يذهب بتلاميذه إلى مكان بعيد عن الضجيج ليعطيهم دروسًا في الدين واللغة العربيّة. وكان على كثرة تقاه وكرمه، يحبه بسطاء الناس ويحترمونه نظرًا لقربه منهم. كانت له مكتبة باسم المكتبة العامليّة، بمثابة مستودع لمجلّة العرفان في بيروت"

## نشاطه الإجتماعي
هو من مؤسسي الجمعية العاملية التي أصبحت برئاسة رشيد بيضون فيما بعد. وكان لديه المكتبة العاملية في برج حمود وهي كل ما ترك من ميراث.